# Molinicos
Molinicos est une commune d'Espagne de la province d'Albacete dans la communauté autonome de Castille-La Manche.

## Géographie

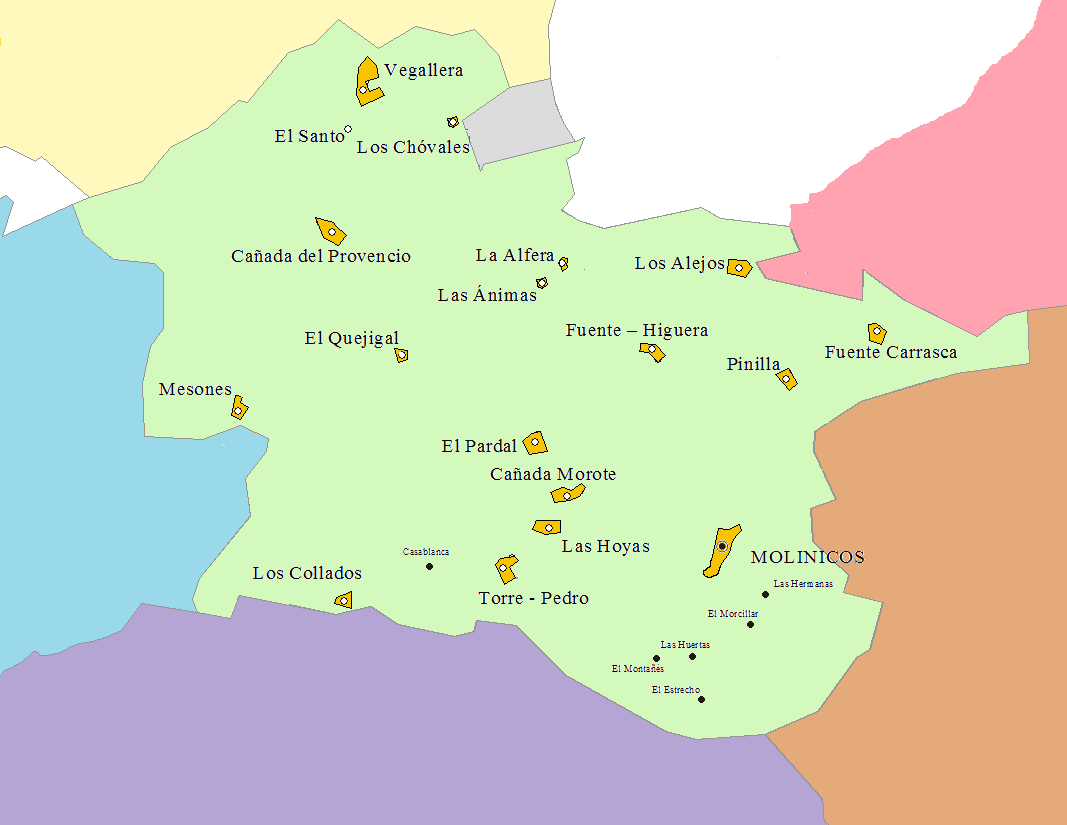
Carte des quartiers de la commune

Les quartiers de Molinicos sont au nord de la rivière Le Mundo : La Vegallera, Los Alejos, El Quejigal, La Alfera, Las Ánimas, Cañada del Provencio, Mesones, Fuente - Carrasca, Los Chóvales, Pinilla et Fuente-Higuera ; et au sud Los Collados, Torre - Pedro, Cañada de Morote, Las Hoyas, El Pardal.

## Démographie

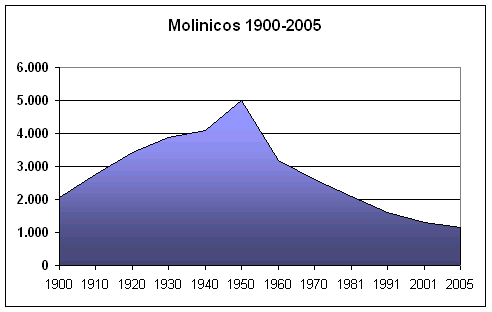
Évolution par décennie et 2005

Molinicos compte 1060 habitants (2010). La commune s'est agrandie de 144 km2 et la population s'est distribuée entre le noyau principal et les nombreux districts,.
| 1900  | 1910  | 1920  | 1930  | 1940  | 1950  | 1960  | 1970  | 1981  |
| ----- | ----- | ----- | ----- | ----- | ----- | ----- | ----- | ----- |
| 2 061 | 2 743 | 3 431 | 3 867 | 4 086 | 4 989 | 3 179 | 2 601 | 2 084 |

| 1991  | 2001  | 2010  | - | - | - | - | - | - |
| ----- | ----- | ----- | - | - | - | - | - | - |
| 1 613 | 1 288 | 1 060 | - | - | - | - | - | - |

## Administration
| Période                                  | Période | Identité | Étiquette | Qualité |
| ---------------------------------------- | ------- | -------- | --------- | ------- |
|                                          |         |          |           |         |
| Les données manquantes sont à compléter. |         |          |           |         |

| Législature | Nombre                                                                         | Groupe           |
| ----------- | ------------------------------------------------------------------------------ | ---------------- |
| 1979-1983   | Amando García Sánchez                                                          | PSOE - AUDA      |
| 1983-1987   | Amando García Sánchez/ Jesualdo Roldán García/Amando García Sánchez            | PSOE - AIMA PSOE |
| 1987-1991   | José García Rodríguez/ Luciano Soria Navarro / Francisco Marino Sánchez Moreno | PSOE             |
| 1991-1995   | Juan Mena García                                                               | PSOE             |
| 1995-1999   | Juan Mena García                                                               | PSOE             |
| 1999-2003   | Juan Mena García                                                               | PSOE             |
| 2003-2007   | José González Osuna                                                            | PSOE             |
| 2007-2011   | José González Osuna                                                            | PSOE             |
| 2011-...    | José González Osuna                                                            | PSOE             |

## Culture

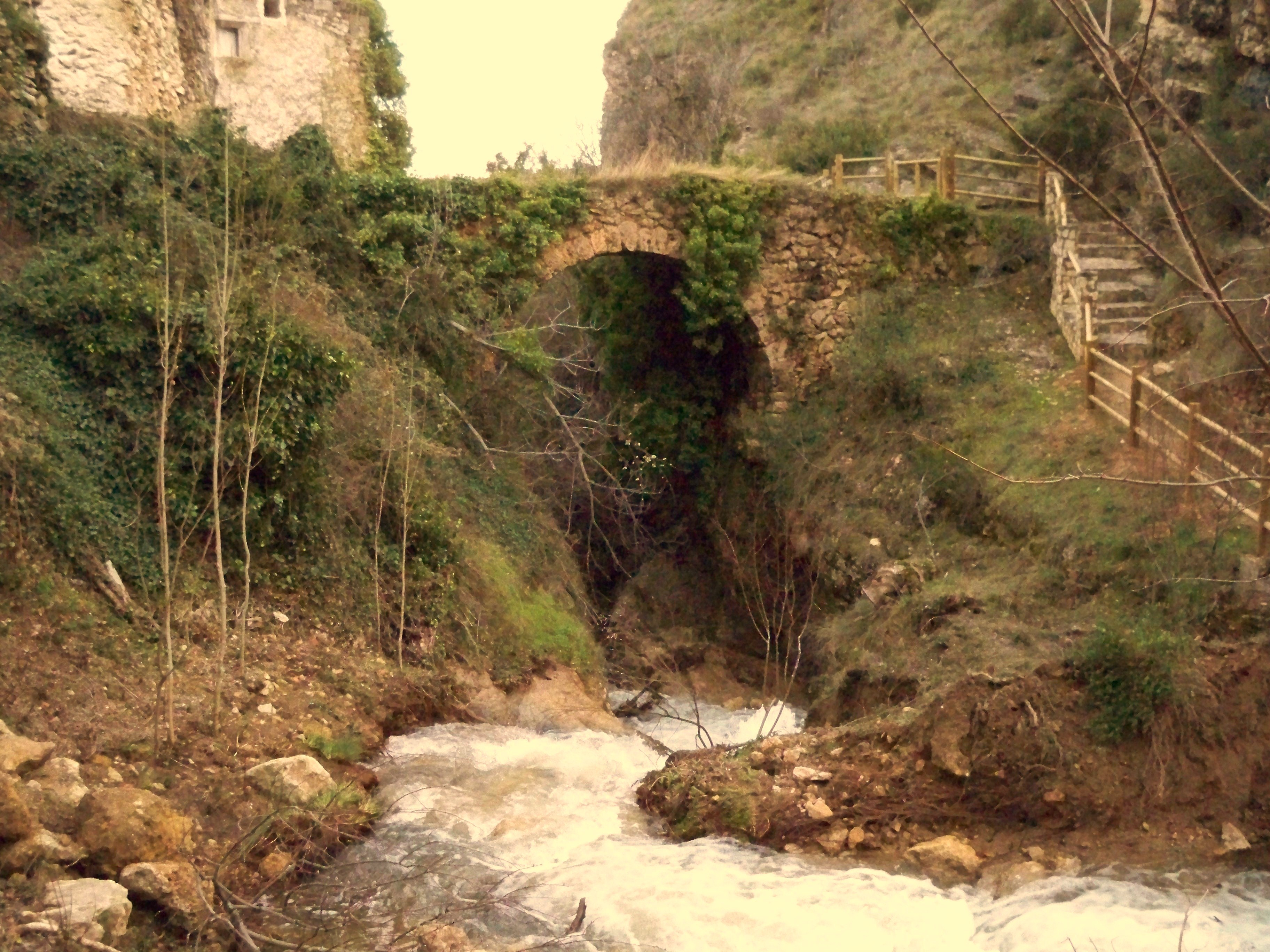
L'aqueduc de Molinicos
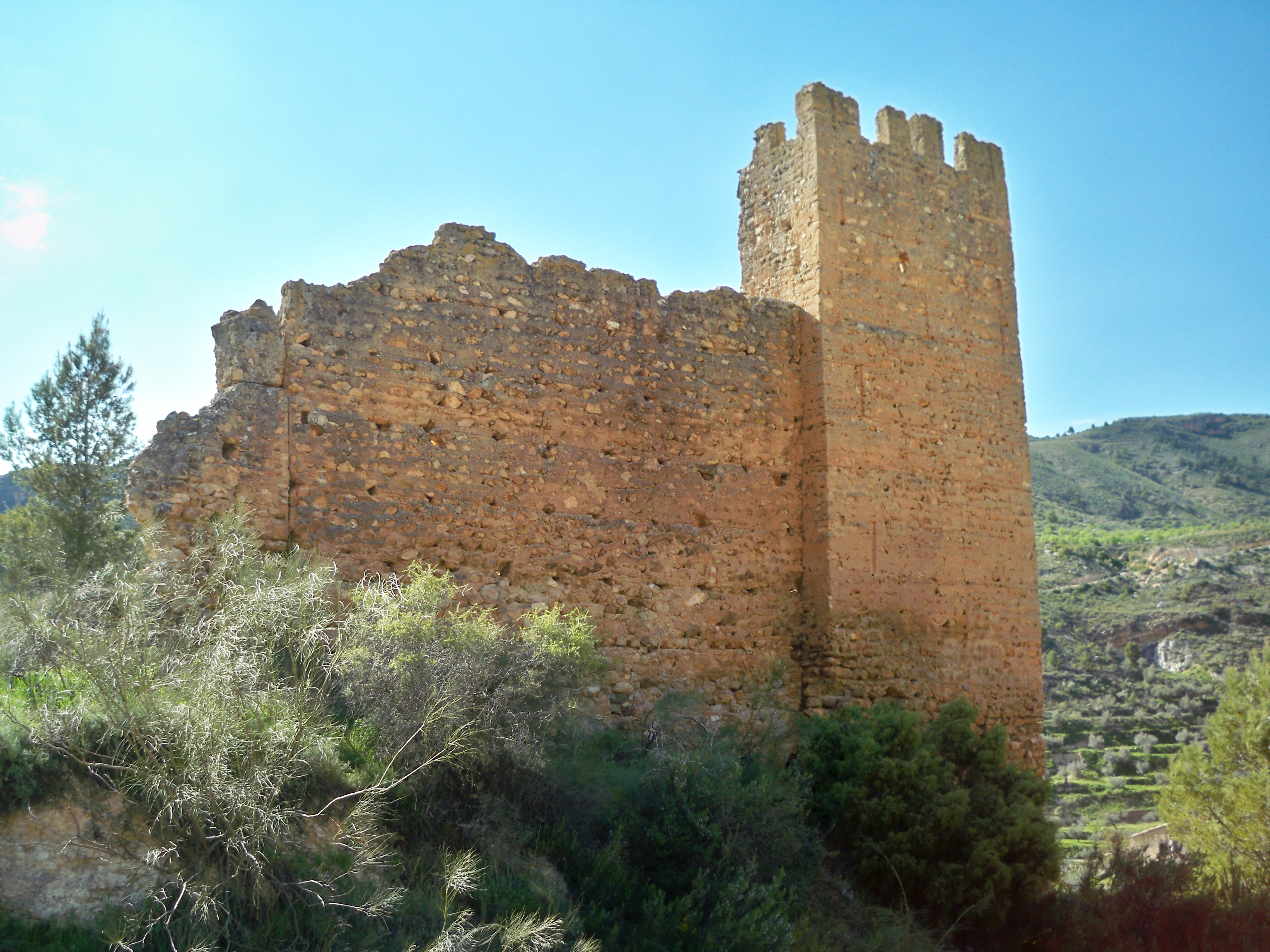
Château de Molinicos
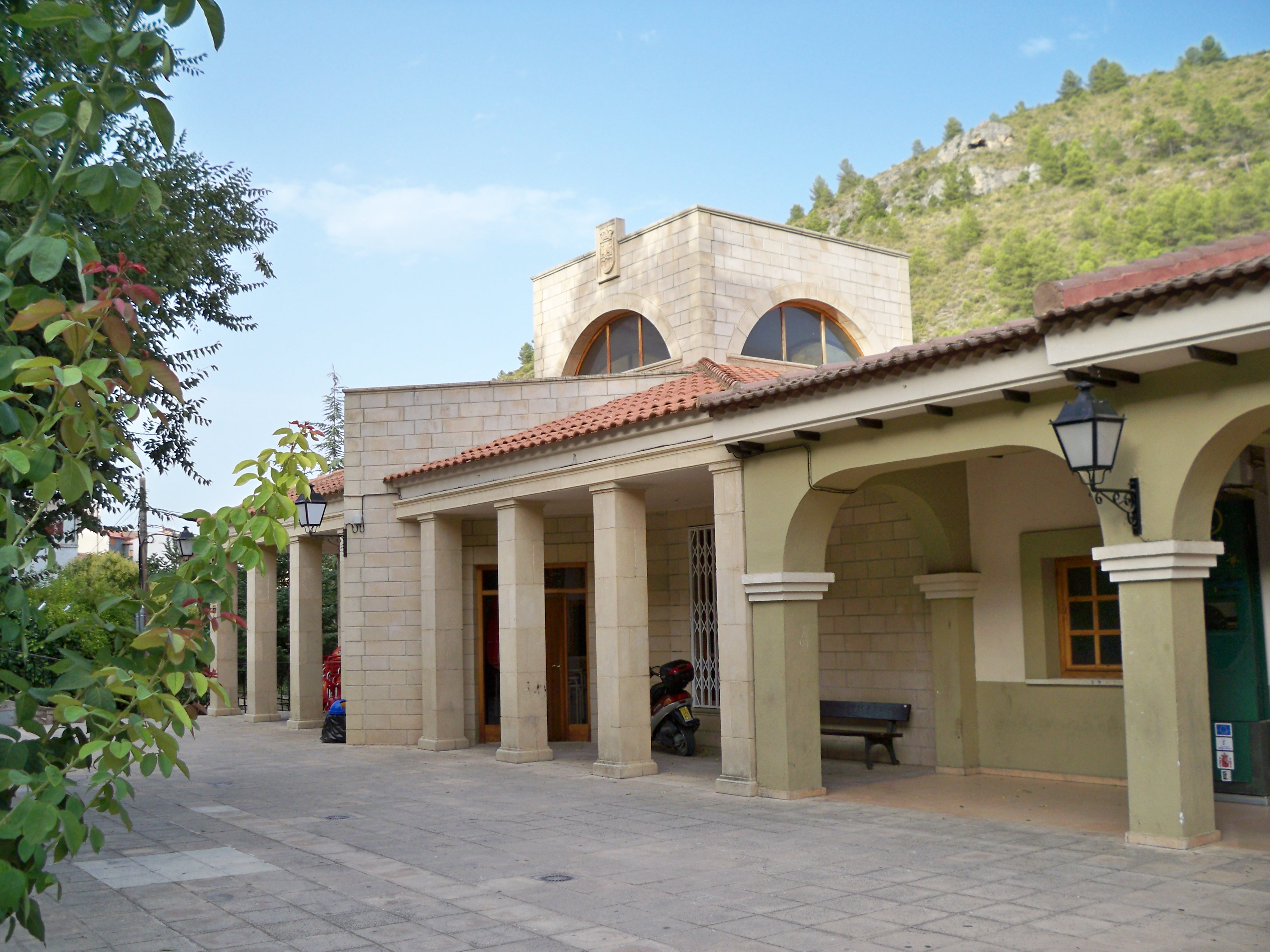
Maison de la culture de Molinicos
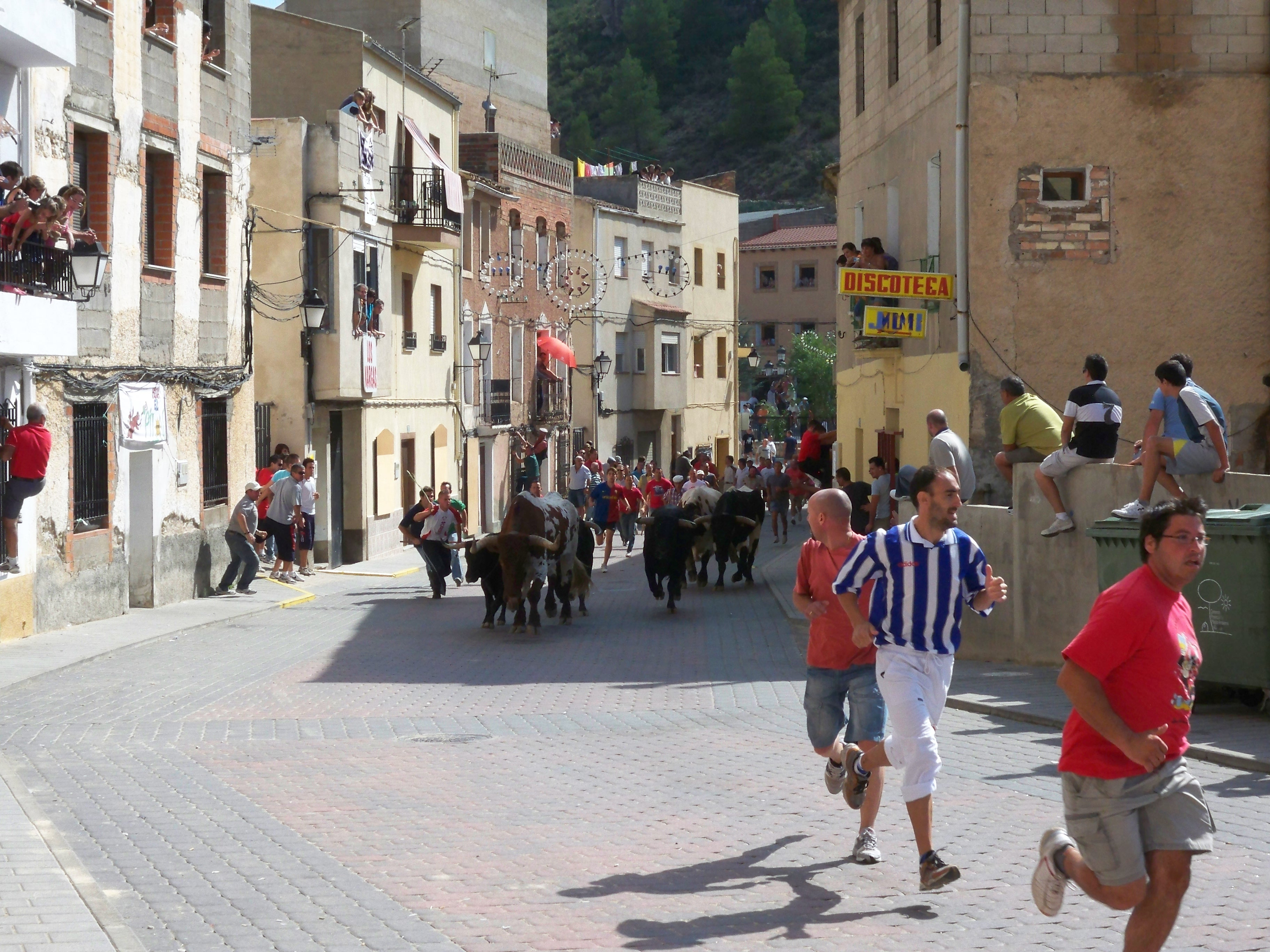
Encierro de Molinicos de 2010.